# Divlje Jagode
Divlje Jagode (укр. Суниці) — екс-югославський та боснійський хеві-метал-гурт. Колектив вважається піонером жанру хеві-метал на теренах колишньої СФРЮ, і однією з ікон рок-музики в Боснії і Герцеговині.
За 35-ти річну творчу діяльність, Divlje Jagode видали 11 студійних альбомів, які розійшлися накладом понад 4 мільйони копій.

## Історія
Гурт був створений у місті Бихач в 1977 році, гітаристом Сеадом Ліповацей. Першим вокалістом став Анте Янкович. Перший альбом вони випустили в 1979 році.
Свого часу, учасником був Divlje Jagode Ален Ісламович, який пізніше був вокалістом легендарного гурту Горана Бреговича Bijelo Dugme.

## Учасники колективу

### Вокалісти
- Анте Янкович «Toni» — вокал (1976–1981), (2005 — до сьогодні)
- Ален Ісламович — вокал, бас-гітара (1981–1986)
- Златан Чехич «Ćeha» — вокал, бас-гітара (1984–1996), (2006- до сьогодні)
- Младен Войчіч «Tifa» — вокал (1988)
- Златан Штіпішич — вокал (1989–1990)
- Жаніл Татай «Žak» — вокал (1990–1992), (1994–1997)
- Емір Церіч «Cera» — вокал (1996–1997)
- Перо Галіч — вокал (2002–2005)

### Гітаристи
- Сеад Ліповаца «Zele» — лід-гітара (1976 — до сьогодні)
- Ніхад Юсуфхович — бас (1976-1979)
- Златан Чехіч «Ćeha» — бас-гітара (1984-1994), (2006 — до сьогодні)
- Санін Каріч — бас-гітара (1996-1998), (2005)
- Леян Орешкович — бас (2002-2004)

## Дискографія

### Альбоми
- Divlje jagode (1979)
- Stakleni hotel (1981)
- Motori (1982)
- Čarobnjaci (1983)
- Vatra (1985)
- Wild Strawberries (1987) — as Wild Strawberries
- Konji (1988)
- Labude, kad rata ne bude (1995)
- Sto vjekova (1996)
- Od neba do neba (2003)
- Biodinamička ljubav (2013)

### Збірки
- Najbolje (1986)
- Sarajevo ti i ja (1993)
- The Very Best Of: Let na drugi svijet (2004)
- Najljepše balade: Krivo je more (2004)

### Сингли
- «Jedina moja» / «Rock 'n' Roll» (1977)
- «Moj dilbere» / «Prijatelj» (1977)
- «Patkica» / «Kad bi vi, gospođo» (1978)
- «Nemam ništa protiv» / «Bit će bolje» (1979)
- «Piramida» (2006)
- «Ne, nisam ja» (2011)